# Fosa romboidal
La fosa romboidal, suelo del cuarto ventrículo o fosa romboidea ([TA]: fossa rhomboidea) es la pared anterior y el suelo del cuarto ventrículo cerebral, y es la parte posterior del puente de Varolio y la médula oblongada. 
Está cubierta por una fina capa de sustancia gris continua con la médula espinal. Superficial a esta lámina se encuentra una delgada lámina de neuroglía que constituye el epéndimo, compuesta por una monocapa de epitelio ciliado cuyas células se conocen como ependimocitos.

## Partes
La fosa consta de tres partes:
- La parte superior es de forma triangular y está limitada lateralmente por el pedúnculo cerebeloso superior; su ápice, dirigido hacia arriba es continuo con el acueducto cerebral, su base está representada por una línea imaginaria a nivel del límite superior de la fóvea superior.
- La parte intermedia se extiende desde este nivel a las porciones horizontales de las tenías del ventrículo. Es estrecha en la zona superior, donde está limitada lateralmente por el pedúnculo medio, pero se ensancha hacia abajo y se prolonga en los recesos laterales del ventrículo.

- La parte inferior es triangular y su ápice dirigido hacia abajo, llamado el calamus scriptorius, es continuo con el canal central de la parte cerrada de la medula oblongada.

El sulcus limitans o cisura limitante forma el límite lateral de la eminencia medial.

## Otras imágenes

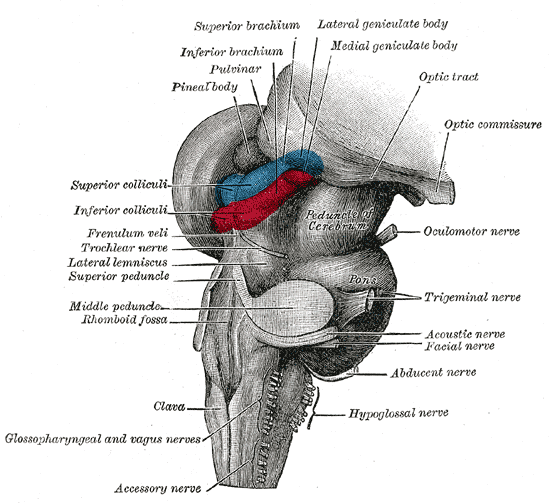
Cerebro anterior y medio. Vista posterolateral.
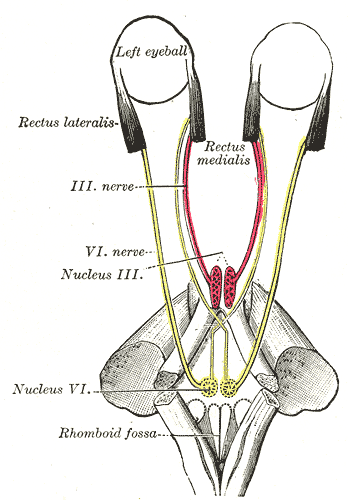
Figura que muestra el modo de inervación de los músculos Recti medialis y lateralis del ojo.
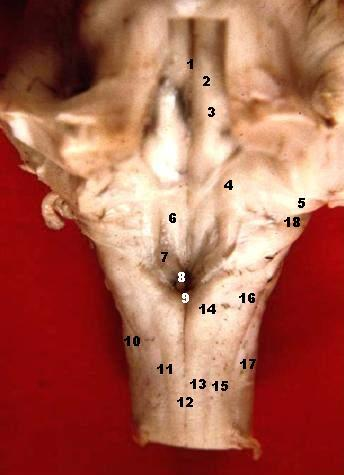
Tallo cerebral humano, vista posterior.